# 万国郵便連合憲章
万国郵便連合憲章（ばんこくゆうびんれんごうけんしょう、仏: Constitution de l’Union postale universelle、英: Constitution of the Universal Postal Union）は、国際連合の専門機関である「万国郵便連合」の最高規則である。

## 概要
万国郵便連合憲章は、多国間における国際郵便において、事実上、最上位の効力を有する条約である。
万国郵便連合の全ての規定は、留保の対象とならない。
万国郵便連合憲章には、多国間条約「万国郵便連合一般規則」と、多国間条約「万国郵便条約」について触れられており、これらの条約の基本的性質も規定している。

## 歴史
元々「万国郵便連合」については、「万国郵便条約」に定めがあった。
後に、万国郵便連合の基本的な事項については、新たに定めることとなり、1964年（昭和39年）に、「万国郵便条約」よりも上位の多国間条約として、万国郵便連合憲章が成立した。
その後は、「万国連合憲章の第七追加議定書」までの追加議定書によって、条文が改正されている。

## 構成
- 前文
- 第1編 組織規定
  - 第1章 総則
  - 第2章 連合への加入又は加盟、連合からの脱退
  - 第3章 連合の組織
  - 第4章 連合の財政
- 第2編 連合の文書
  - 第1章 総則
  - 第2章 連合の文書の受諾及び廃棄
  - 第3章 連合の文書の改正
  - 第4章 紛争の解決
- 第3編 最終規定
- 末文
- 万国郵便連合憲章の最終議定書